# Мегалополис (филм)
„Мегалополис“ (на английски: Megalopolis) е американска епична научнофантастична драма от 2024 г. на режисьора Франсис Форд Копола по негов сценарий. Във филма участват Адам Драйвър, Джанкарло Еспозито, Натали Емануел, Обри Плаза, Шая Лебьоф, Джон Войт, Лорънс Фишбърн, Талия Шайър, Джейсън Шуорцман, Катрин Хънтър, Грейс ВандърВаал, Клоуи Файнман, Джеймс Ремар, Д.Б. Суини и Дъстин Хофман. Премиерата на филма се състои във филмовия фестивал „Кан“ на 16 май 2024 г. и излиза по кината в Съединените щати на 27 септември 2024 г. от „Лайънсгейт“.
Филмът получава основно негативни мнения от зрители и критика и печели едва 13 милиона долара за сметка на бюджет от над 120 милиона.

## Актьорски състав
- Адам Драйвър – Цезар Катилина[8]
- Джанкарло Еспозито – кмет Франклин Цицеро[8]
- Натали Емануел – Джулия Цицеро[8]
- Обри Плаза – Уау Платинум[9]
- Шая Лебьоф – Клодио Пулхър[9][8]
- Джон Войт – Хамилтън Красус III[8][10]
- Лорънс Фишбърн – Фънди Ромейн (разказвач на филма), шофьор и асистент на Цезар[11]
- Талия Шайър – Констанс Красъс Катилина[12]
- Джейсън Шуорцман – Джейсън Зандърс[12]
- Катрин Хънтър – Тереза Цицеро[12]
- Грейс ВандърВаал – Веста Суийтуотър[8]
- Клоуи Файнман – Клодия Пълхър[9]
- Джеймс Ремар – Чарлс Котроуп[9]
- Д.Б. Суини – комисар Стенли Харт[9]
- Изабел Кузман – Клодин Пулхър[9]
- Бейли Ийвс – Хюи Уилкис[9]
- Маделин Гардела – Клодет Пулхър[9]
- Балтазар Гети – Арам Казанджиан[12]
- Роми Марс – Момиче репортер[9]
- Хейли Симс – Съни Хоуп Катилина[9]
- Дъстин Хофман – Нъш Бърман[12]

## Производство

### Снимачен процес
Снимките започват на 7 ноември 2022 г. и приключват на 11 март 2023 г. в Атланта.

## В България
В България филмът излиза по кината на 1 ноември 2024 г. в разпространение от „Про Филмс“.